# Armorica
Cet article concerne un terrane du paléozoïque. Pour la région géographique, voir Armorique.

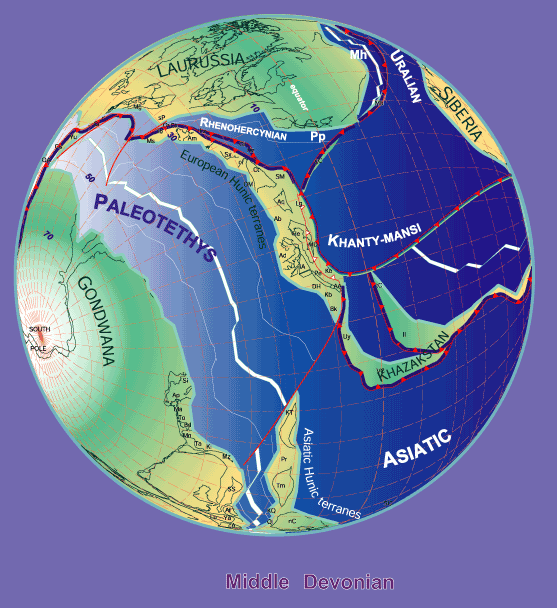
Reconstruction paléogéographique il y a 380 millions d’années, avec l'Armorica (Am), fragment continental périgondwanien au sein du superterrane hunnique.

Armorica, parfois aussi connu sous le nom de Cadomia, est un terrane du Paléozoïque, comprenant approximativement l'actuel nord de la France, au nord d'une ligne pointe du Raz, Nantes, Marche, Limagne, Saint-Dié, et au sud d'une ligne Dieppe, Beauvais et Nancy. On peut y incorporer l'Allemagne du sud, la Tchéquie, le sud de la Pologne et la Slovaquie. Son nom dérive du Massif armoricain. Dans cet article, les terranes de Perunica et Est-Silésien sont considérés comme partie intégrante d'Armorica. On parle aussi de terranes peri-gondwaniens ou encore du superterrane hunnique pour tous les microcontinents détachés de Gondwana au Paléozoïque.

## Histoire
Les origines d'Armorica remontent à la fin du Néoprotérozoïque, au cours de l'orogenèse cadomienne, qui forme une chaîne de montagnes à la périphérie du supercontinent Gondwana. Ces terres, estimées situées approximativement contre la côte de l'actuel Maghreb, se détachent du Gondwana au milieu de l'Ordovicien, en compagnie d'Iberia, ouvrant l'océan Centralien. Gondwana entre en collision avec la marge sud d'Armorica à la fin du Silurien, et l'ensemble entre en collision avec Laurussia au cours du cycle hercynien, fermant l'océan Rhéique et formant la Pangée.